# 運命の力

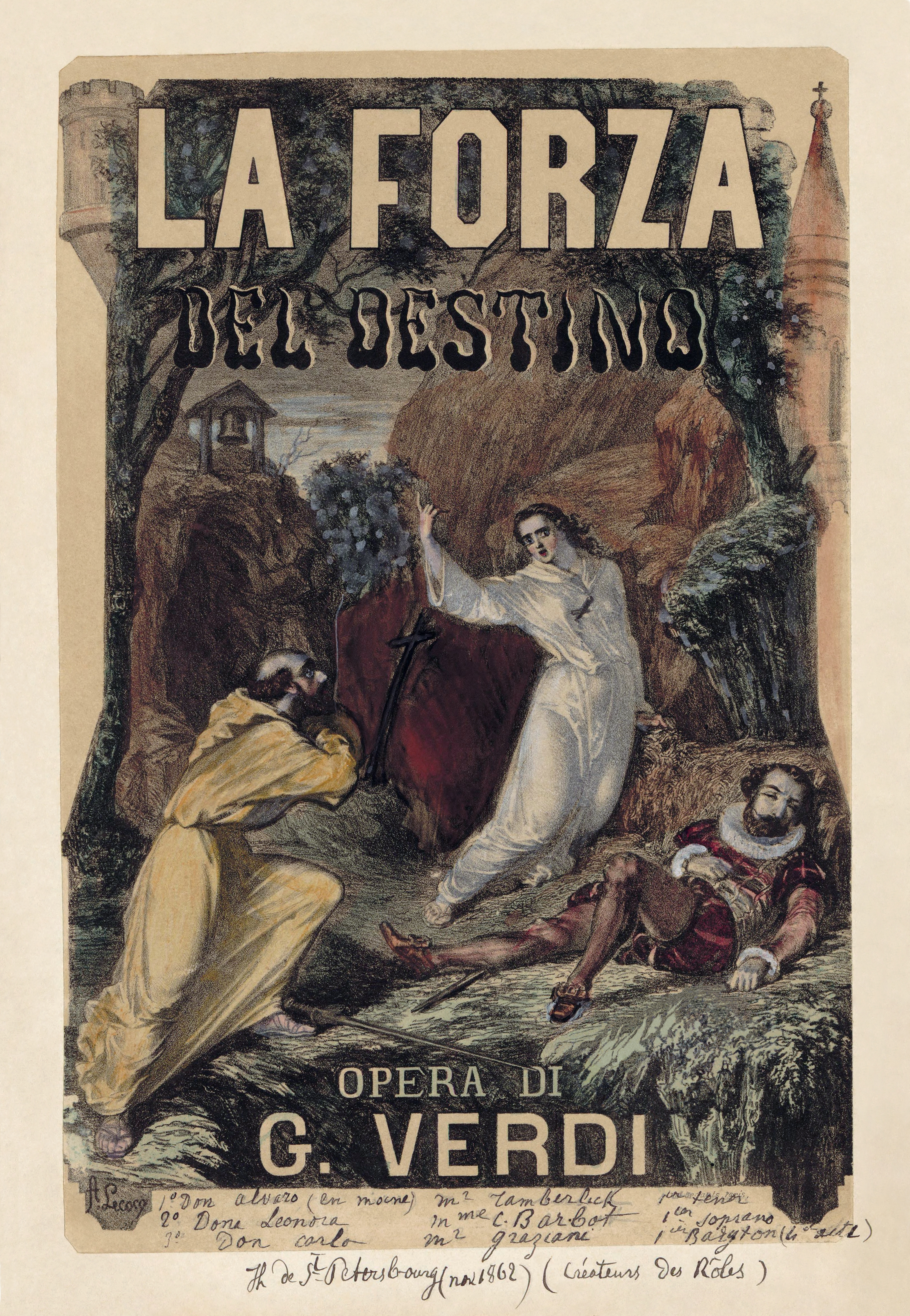
『運命の力』ポスター

『運命の力』（うんめいのちから、La Forza del Destino ）は、ジュゼッペ・ヴェルディが作曲した全4幕からなるオペラである。原典版は1862年、ロシア・サンクトペテルブルクのマリインスキー劇場で、改訂版は1869年にイタリア・ミラノのスカラ座にて初演された。今日演奏されるのは殆どが改訂版による。また改訂版で挿入された序曲もそれ自体有名で、単独での演奏機会も多い。
- 原語曲名：La Forza del Destino
- 原作：リバス公ドン・アンヘル・デ・サーベドラ・ラミレス・デ・バケダーノ（Don Ángel de Saavedra y Ramírez de Baquedano, Duque de Rivas）の戯曲『ドン・アルバロ、あるいは運命の力』（Don Álvaro o la fuerza del sino ）。野営地のシーンはフリードリヒ・フォン・シラーの戯曲『ヴァレンシュタインの陣営』（Wallensteins Lager ）よりの借用。
- 台本：フランチェスコ・マリア・ピアーヴェ。改訂版ではアントニオ・ギスランツォーニ
- 初演：1862年11月10日（ユリウス暦10月29日）、ロシア・サンクトペテルブルクのマリインスキー劇場にて
- 改訂版初演：1869年2月27日、ミラノ・スカラ座にて

## 作曲の経緯
『仮面舞踏会』の初演（1859年）から2年が経過し、ヴェルディは作曲をまるで忘れたかのようであった。新たに創設されたイタリア国会において彼はボルゴ・サン・ドンニーノ（今日のフィデンツァ）代表の議員であったし、またサンターガタ（ヴィッラノーヴァ・スッラルダ）の農園に各種の近代的設備を導入する仕事にも忙殺されていた（ヴェルディの農園経営に対する情熱は、余技の域を超えていた）。しかし、まさにその農園改造計画への資金の必要も一因となり、ヴェルディを政治の世界に引き立てた首相カヴールが急逝した1861年頃になると、ヴェルディは新作作曲の機会を模索し始めたと思われる。

### ロシアからの委嘱

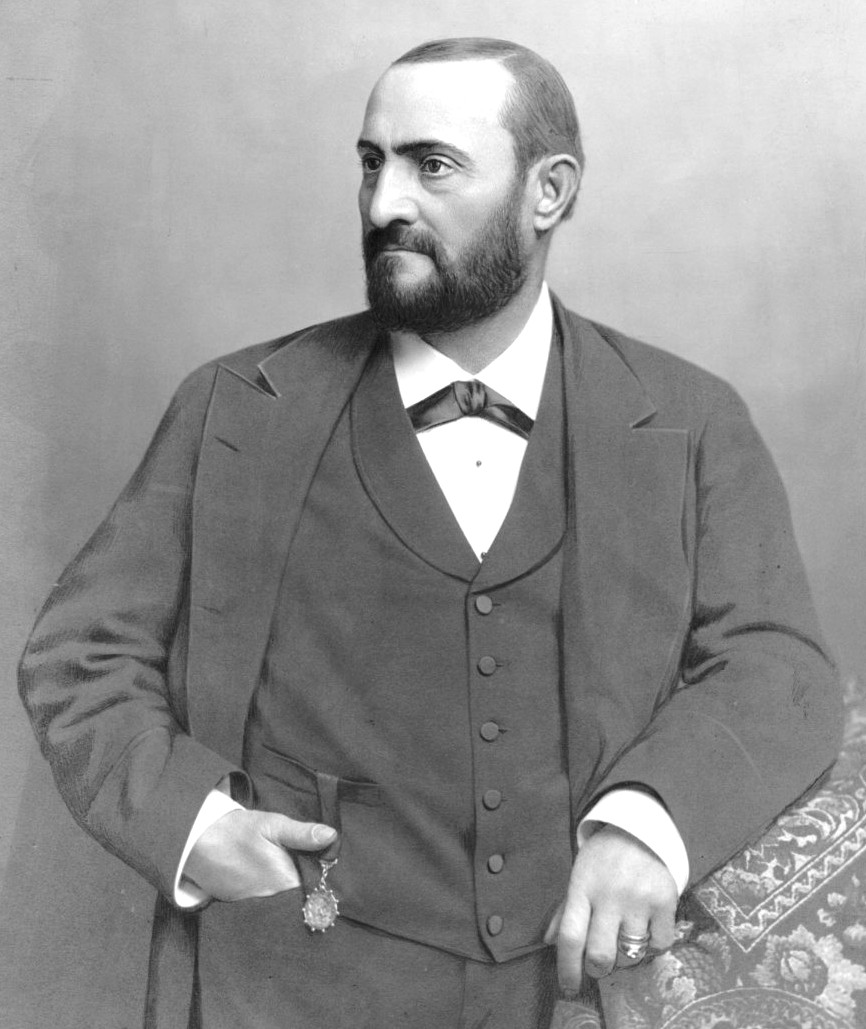
エンリーコ・タンベルリック

1861年、ヴェルディのもとに、当時のロシアの首都サンクトペテルブルク・マリインスキー劇場から、新作オペラ作曲の打診がもたらされた。同劇場と契約して活躍していたイタリア人名テノール、エンリーコ・タンベルリック（Enrico Tamberlik、『イル・トロヴァトーレ』の有名なカバレッタ「見よ、恐ろしい炎を」で初めて高音ハイCを挿入したとされる歌手）の息子アキッレ・タンベルリック（Achille Tamberlik）が劇場からの作曲依頼状を持ってイタリアに帰国したのであった。作品の題材および台本作家の選定はヴェルディに一任する、との条件も含まれた魅力的な依頼であり、1861年6月、ヴェルディはマリインスキー劇場と作曲契約を交わした。実態はともかくも農奴解放も行ったアレクサンドル2世治下のロシアは、当時のイタリア各都市より検閲が比較的寛大だったが、「ロシア正教会への批判や、共和政への賛美を主張してはならない」といった制約は存在した。題材の検討に入ったヴェルディは当初、ヴィクトル・ユーゴーの『リュイ・ブラース』（Ruy Blas ）を提案したが、王妃と平民の恋が描かれた同作は、帝室歌劇場での上演には過激と見なされて劇場側の賛成は得られず、別の題材を検討した結果、ヴェルディは以前から関心を抱いていた、リバス公ドン・アンヘル・デ・サーベドラ（1791年 - 1865年）の戯曲『ドン・アルバロ、あるいは運命の力』のオペラ化を提案することにし、演目が決定する。

### 『運命の力』
リバス公のこの戯曲は1835年、マドリードで上演され、スペインで大評判、あるいは大スキャンダルとなった話題作であった。カラトラーバ侯爵の美しい娘レオノーラはインカ人の血を引く主人公ドン・アルバロとの恋が認められず、侯爵はアルバロの短銃の暴発で死亡、侯爵の2人の息子ドン・カルロス、ドン・アルフォンソ兄弟が、父の復讐のためアルバロを付け狙う。カルロスはイタリア戦線の陣中で、アルフォンソは修道院でアルバロに返り討ちに遭い、女主人公エレオノーラは絶命寸前のアルフォンソの刃に倒れ、アルバロは酷い運命を呪って崖から身を投げて自殺する、つまり主要登場人物が全て死ぬという、当時としては陰惨極まりない劇であったこと、そしてアルバロの最期の言葉が「自分は地獄からの使者だ、人類は皆滅びるがよい」という冒瀆的なものだったことが議論の的となった。
イタリア語への翻訳は1850年に出版されており、ヴェルディが読んだのはこのイタリア語版であったと考えられる（彼は母国語以外ではフランス語を解したものの、他の外国語は不得手であった）。実は既に1852年と1856年の2回、ヴェルディはこの戯曲をヴェネツィア・フェニーチェ劇場のための新作として検討したことがあったが、いずれの場合も厳しい検閲を考えて作曲を見送っていた（その結果『椿姫』、『シモン・ボッカネグラ』がそれぞれ誕生している）。これまで母国での上演作品で散々検閲に悩まされてきたヴェルディにとって、先述通り、検閲上の心配が低いと考えられたロシアで（イタリアでは上演許可がおりにくいような）冒険的新作を発表したい、というのも自然な考えだっただろう。

### 作曲作業
台本作家としてヴェルディが選んだのはフランチェスコ・マリア・ピアーヴェであった。ピアーヴェはヴェルディと組んで直近では『椿姫』、『リゴレット』などの傑作を生み、最も気心の知れたパートナーであったし、原作の本質を損なわずに台本化する手腕からヴェルディの信頼は篤かった。またピアーヴェはヴェルディよりやや年長ながら温厚な人物であり（「運命の力」作曲当時はピアーヴェが1860年にヴェルディの推薦でフェニーチェ劇場からスカラ座舞台監督に移籍したばかりという事情もあって）、いつも台本作成に細かく干渉してくるヴェルディの作業手法に追随しながら、ヴェルディの音楽的意図に沿った台本を準備できる貴重な適任者といえた。
1861年7月頃から台本執筆に取りかかったピアーヴェは基本的には原作の筋書を忠実に追った台本を作成、問題となるかも知れない最終場面でのアルヴァーロの言動もそのまま採用され、彼は修道院長に「馬鹿野郎」（Imbecille ）と言い放ち、例の「人類は皆滅びろ」も叫んで断崖から投身することになった。唯一最大の改作点はカラトラーヴァ侯爵の息子役2人をドン・カルロに一本化したことであって、これは作品上、主役たるアルヴァーロに見劣りしない歌手を2人確保するのは困難だろうと歌手数の節約を図った、上演においての現実的な理由と思われる。この改作もあって、オペラではアルヴァーロとカルロとの最初の決闘は兵士が止めに入って終了する展開になり、アルヴァーロが修道院に入った理由が希薄になる（原作でのアルヴァーロはまずカルロを殺したために修道院に入っており、原作でのアルヴァーロのこの行動の方が比較的納得しやすい）という物語構成上の弱さも指摘される仕上がりとなった。
一方、軍営地のシーン（現行版では第3幕第2場後半）を拡充するために、オーストリア継承戦争を扱っているシラーの戯曲『ヴァレンシュタインの陣営』（Wallensteins Lager ）での戦陣描写を借用することとなり、ヴェルディは1861年8月末までにシラーのイタリア語版翻訳者アンドレア・マッフェイ（Andrea Maffei）の承諾も得ている。後にピアーヴェが病に倒れた（後述）ことで、この「運命の力」原典版がヴェルディとピアーヴェの事実上最後の共同作業となった。

### 「原典版」の完成
ヴェルディは1861年11月末頃にオーケストレーションを除いてほぼ全体を完成（ティート・リコルディ宛11月22日付書簡による）、初演の監督のため、ヴェルディは12月に妻ジュゼッピーナを伴い、厳寒のサンクトペテルブルクへと旅立った。ジュゼッピーナは事前に大量のイタリア産ワイン、パスタ、チーズ、サラミを買い付け、現地に発送していたという。
ヴェルディは現地で精力的にリハーサル（並行して細部の手直し、オーケストレーション）を行ったが、レオノーラ役予定のソプラノ、ラ・グルア（Emmy La Grua）の発声障害によりこのシーズンでの初演を断念（ヴェルディは演奏家の質に妥協を許さない性格だった）、帰国することになった。帰路ヴェルディはロンドンに立ち寄り、折からの万国博覧会のための委嘱作品『諸国民の賛歌』（Inno delle Nazioni ）を完成させて初演している（これも本来は独唱者としてタンベルリックを念頭において書かれたものだが、契約上の理由から初演時はテノールのパートをソプラノ用に書き直している）。
ヴェルディはイタリアに戻っても細部の手直しを継続して、いよいよ全曲を完成、1862年9月、再びサンクトペテルブルクを訪れ初演の準備を開始したのだった。初演の延期は歓迎されざる出来事であったが、その延期により結果的にオーケストレーションの十分な検討時間が得られたことはむしろ幸運だったかもしれない。なお問題のソプラノ・パートはカロリーヌ・ドゥヴリ・バルボ（Caroline Barbot）に差し替えられた。

### 初演

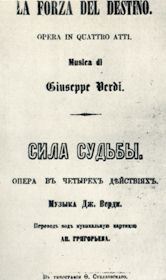
サンクトペテルブルクでの初演時に配布された、イタリア語／ロシア語のリブレット表紙

1862年11月10日（当時のロシアで用いられていたユリウス暦では10月29日）にマリインスキー劇場で行われた初演は、必ずしも文句なしの成功とはいえないものだった。もちろんヴェルディは何回ものカーテンコールを受け、また聖スタニスラス勲章（Орденъ Св. Станислава）を授与されたりもしたのだが、これははるばるイタリアから訪問してくれた偉大なる作曲家に対する儀礼的なものであった可能性がある。サンクトペテルブルクで発行されていたフランス語紙“Journal de St Petersburg”は手放しの賛辞を寄せていた一方、ロシア語紙主要3紙はそこまで好意的ではなかった。各紙がまず不満を表明したのは、その上演時間の長さであった。またクライマックスにおける主人公ドン・アルヴァーロの反宗教的言辞に対する嫌悪感も影響していたと考えられる。
さらに第3夜目には、ロシア国民楽派の若手作曲家による上演反対のデモンストレーションが舞台上で行われる事態にまで発展した。しかしこれは『運命の力』初演がロシア楽壇に与えた衝撃が大きかったことの裏返しでもあり、例えばモデスト・ムソルグスキーの『ボリス・ゴドゥノフ』（作曲年代1868年 - 1869年）に、『運命の力』の重厚なオーケストレーションの影響をみてとる分析もある。
オペラは1863年2月にはローマで『ドン・アルヴァーロ』の題でイタリア初演がなされ、また相前後して、初演のロシアからイタリアへの帰路立ち寄ったヴェルディの周到な指導の下、マドリードで原作者リバス公も観客に招いて上演された。マドリードでこの作品はより冷ややかな評で迎えられ、リバス公自身も出来栄えに関し、好意的な反応を示さなかったといわれる。不評の一因は独唱者陣にあったようで、ヴェルディ自身はその書簡で、レオノーラ役とアルヴァーロ役は合格点、あとは駄目だった、と書き記している（なおこの時、アルヴァーロのパートの一部は全音下げられている。「タンベルリックのように歌うことは誰もできないから」というのがヴェルディによる修正の理由であった）。
これら小修正を経た版によって、1865年にはニューヨーク、1867年にはロンドンでの初演も行われた。

### 改訂作業
演奏技術上の小修正は別にしても、ヴェルディ自身も大改訂の必要性、特に主人公3人が終幕で相次いで死ぬという陰惨な結末の緩和については早くから認めていた。カトリック教会の影響の強いイタリア、フランスでは、主人公が修道院長に「馬鹿野郎」と叫んで自殺する、というのはかなりの問題であり、現にイタリアでこの作品はあまり演奏されないものとなりつつあった。確認される限りでも1863年には早くも改訂の可能性についてリコルディ社と話し合っている。
ヴェルディはまずピアーヴェに相談し、また一時は原作者リバス公の意見まで求めようとしたが、リバス公は1865年に亡くなり、ピアーヴェは1867年に脳卒中の発作を起こした（彼は残り8年の生涯を半身不随状態で過ごし、ヴェルディは彼とその家族のために経済援助を行った）こともあり、またヴェルディ自身、パリ・オペラ座委嘱の次作『ドン・カルロ』に忙殺されたこともあって、作業は進捗しなかった。
1868年8月になって、お蔵入り寸前の同作の改訂を積極的に再開したのはティート・リコルディであった。彼の狙いは単に作品の改善に留まらず、改訂新版を1869年のカーニヴァル・シーズンにイタリア・オペラの総本山スカラ座で行うことで、疎遠になっていたヴェルディとスカラ座との関係改善を図る、という一石二鳥のものだった。ヴェルディの新作がスカラ座で初演されたのは20年以上も昔、1845年の『ジョヴァンナ・ダルコ』（Giovanna d'Arco ）以来絶えてなかったのだった（理由は金銭的なものばかりでなく、1845年当時のスカラ座支配人メレッリ（Bartolomeo Merelli）の愛人ジュゼッピーナ・ストレッポーニをヴェルディが奪った、という感情面でのもつれも多分にあった）。
改訂に沿った台本の準備のため、病臥中のピアーヴェに替わって、リコルディ社はアントニオ・ギスランツォーニに台本の改訂を依頼する。1824年ルッカの生まれで、一時はバリトン歌手として活躍したこともあるギスランツォーニは、この頃はリコルディ社の音楽雑誌「ガゼッタ・ムジカーレ・ディ・ミラノ」の編集者であった。彼はピアーヴェと同様にヴェルディの意向に忠実な作家として仕え、やがて『アイーダ』の台本を著すことにもなる。
ヴェルディはギスランツォーニの助けを得て、クライマックスを「平安に神の御許に赴くレオノーラ、酷い運命を嘆きつつも彼女の魂の平安を祈るアルヴァーロ、その両者を見守る慈しみ深い修道院長」の美しい3重唱によってピアニッシモで終わるように書き改め、また原典版は短い前奏曲で開始される形であったが、新たに全ドラマを音楽的に俯瞰する有名な序曲を作曲している。その他、場面順序の入れ替えも見られる。
当時のイタリアで最も高名なオペラ指揮者であったアンジェロ・マリアーニの指揮、その婚約者であったドイツ出身のソプラノ、テレーザ・シュトルツのレオノーラ役で1869年2月27日にスカラ座で行われた改訂版初演は初めて大成功となり、以後この改訂版の形でレパートリーに定着していくこととなる。なお、この上演準備中にシュトルツとヴェルディが愛人関係となり、以後マリアーニはヴェルディと決別し、イタリアにおけるワーグナー紹介を精力的に行うに至ったのは有名な事実である。

## 編成

### 主な登場人物
- カラトラーヴァ侯爵（バリトン）
- ドンナ・レオノーラ（ソプラノ）：侯爵の娘。
- ドン・カルロ・ディ・ヴァルガス（バリトン）：侯爵の息子、レオノーラの兄。
- ドン・アルヴァーロ（テノール）：騎士。レオノーラとは相思相愛の仲。スペイン人のペルー総督とインカ帝国末裔の王女との間に生まれたという複雑な出自をもつ。
- プレツィオジッラ（メゾソプラノ）：ジプシーの若く美しい娘。
- グァルディアーノ神父（バス）：修道院長。なお「グァルディアーノ」は人名でなく、Padre Guardianoで修道院長の意。
- フラ・メリトーネ（バリトン）：下働きの修道士。
- 合唱

## 楽器編成
フルート1（ピッコロ2持ち替え）、ピッコロ1（フルート2持ち替え）、クラリネット2、オーボエ2、ファゴット2、ホルン4、トランペット2、トロンボーン3、チンバッソ、ティンパニ（4個）、中太鼓、大太鼓、シンバル、ハープ2、オルガン、弦5部。
バンダ：
舞台裏：トランペット2、中太鼓4；
舞台上：中太鼓、小太鼓2

## 演奏時間
約2時間50分：改訂版（各25分、50分、55分、40分）、原典版は約2時間40分（各20分、50分、60分、30分）

## 舞台構成
全4幕
- 序曲
- 第1幕　カラトラーヴァ侯爵の居城
- 第2幕　
  - 第1場　オルナチュエロス村の宿屋
  - 第2場　同村の山中にあるデッリ・アンジェリ修道院
- 第3幕　
  - 第1場　イタリア、ローマ近郊ヴェッレトリの野戦場
  - 第2場　宿営地
- 第4幕
  - 第1場　修道院の中庭
  - 第2場　洞穴の前

## あらすじ
時と場所：18世紀半ば。スペイン・セビーリャおよびオーストリア継承戦争の戦場となっているイタリア

### 第1幕
レオノーラとドン・アルヴァーロは相思相愛の仲であるが、アルヴァーロがインディオの血を引いていることを理由に父カラトラーヴァ侯爵は結婚に反対しており、レオノーラは家族愛と恋愛の板ばさみの悲嘆に暮れている。居城に忍び込んだアルヴァーロは駆落ちを提案、レオノーラが決心を固めたその刹那、侯爵が2人を発見する。アルヴァーロは抵抗の意思のないことを示すため所持していた短銃を捨てるが、それは暴発し侯爵に致命傷を与える。侯爵は娘を呪いつつ死に、レオノーラとアルヴァーロは過酷な運命を嘆く。

### 第2幕
第1幕から18か月後。

#### 第1場
村の宿屋で人々が食事をとっている。カラトラーヴァ侯爵の息子ドン・カルロは学生に変装し仇敵を追ってこの村までやってきた。ジプシー女プレツィオジッラは男たちに「イタリアでの戦争に参加して軍功を立てろ」と説いて回っている。カルロは「自分はドン・カルロの友人で、一緒に侯爵殺しのアルヴァーロを探していた。カルロ君は新大陸まで彼を追って行った」と自分の身の上話（もちろん作り話だが）を一同に聞かせる。実はレオノーラも男性に変装して当地に宿泊していたのだが、カルロの姿を認め、その話を聞くと慌てて逃亡する。

#### 第2場
深夜、修道院の中庭。男装したままのレオノーラがやってくる。カルロの話から、アルヴァーロは自分を捨ててアメリカへ帰ったと思い込んだ彼女は絶望の余りこの修道院を訪ねてきたのだった。彼女はドアを叩き、出てきたメリトーネ修道士にグァルディアーノ神父に会わせてくれるよう依頼する。レオノーラはグァルディアーノ神父に自分の素性を明かし、この修道院の山裾の洞穴で、世を捨てた男性修道士として余生を過ごさせて欲しい、と懇願する。神父はその願いを聞き、修道士たちを招集、以後、この悩める者の住む洞穴に近寄る者は天罰が下るであろう、と厳かに宣言、レオノーラは一同と共に神に祈りを捧げる。

### 第3幕
第2幕から数年後。

#### 第1場
イタリア戦線の野戦場。アルヴァーロはレオノーラが亡くなったと思い込んでいる。彼はスペイン人と高貴なインカ人の末裔という自分の出自を悲しみ、かつてセビリアでレオノーラと過ごした楽しい日々を追憶する。そこへドン・カルロが軍陣での賭博遊びのトラブルから追われて登場、アルヴァーロはカルロの命を救ってやる。2人は互いに偽名での自己紹介をし、戦場で知り合ったのも何かの縁、今後は生死を共にしよう、と義兄弟の契りを結ぶ。戦闘が再開され、2人は前線へと急ぐ。
アルヴァーロ率いるスペイン軍は首尾よくドイツ軍を撃破したが、アルヴァーロは負傷し担架で運ばれてくる。カルロは戦友を案じ傍にいる。カルロはアルヴァーロを勇気付けようと「この軍功で貴方はカラトラーヴァ勲章を受章できるだろう」と言うが、アルヴァーロが「カラトラーヴァ」という名に過剰に反応するのを訝しく思う。死期が近いと考えたアルヴァーロは小箱と鍵をカルロに示し、「この箱には決して明かしてはならない秘密が入っている。自分が死んだら箱を開けずにそのまま燃やしてほしい」と遺言し、野戦病院へ連れて行かれる。カルロは、「カラトラーヴァ」に対する過剰反応、「絶対の秘密」という小箱などからアルヴァーロの正体をいよいよ怪しむが、義兄弟の誓いを立てた以上約束は守らねばならない、と苦しい心情を歌う。やがてカルロは、アルヴァーロがもう一つの荷物を残したことに気付き、「こちらを開けてはならないとは約束していなかった」と包みを解くと、中から妹レオノーラの肖像画が現れる。彼こそは仇敵アルヴァーロと驚くカルロ。ちょうどそこへ軍医が現れ「君の戦友は一命を取り留めた」と告げる。カルロは、これで自分が仇を討つことができる、と狂喜する。

#### 第2場
夜の宿営地。戦傷が癒えたアルヴァーロが物思いに耽るところへカルロが現れ「もう傷は癒え、闘うことができるか」と訊ね、「我こそは高貴な家名を汚された汚辱をそそぐべく、お前を追ってきたドン・カルロ・ディ・ヴァルガス」と名乗る。アルヴァーロは自分の秘密が知られてしまったことに驚き悲しむが、いったんは義兄弟の契りを結んだ人と戦うことはできない、ましてレオノーラが死んだ今となっては、と決闘を拒絶する。カルロは、レオノーラは行方不明ではあるが生きているらしいこと、しかしアルヴァーロを討った後、自分は彼女も探し出して殺すこと、を告げる。アルヴァーロも遂には剣を抜き2人は決闘するが、巡邏兵に発見され引き離される。アルヴァーロは「もはや修道院にしかこの世での居場所はない」と剣を捨て、その場を立ち去る。
朝となり、スペイン軍に従ってやってきたプレツィオジッラ、メリトーネ修道士、スペイン兵、イタリア兵による賑やかな情景が展開される。プレツィオジッラは景気付けに軍歌を歌い、一同唱和する。

### 第4幕

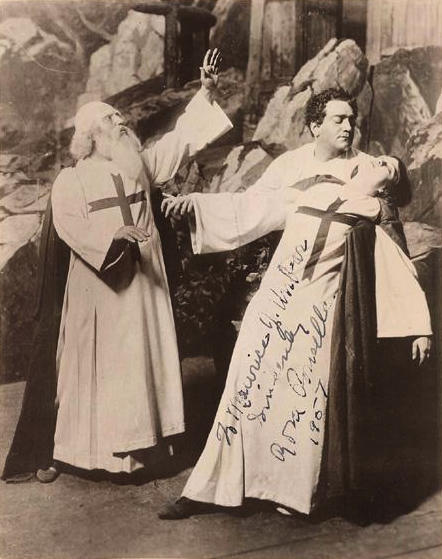
『運命の力』第4幕フィナーレ舞台写真。1919年-20年のメトにて。カルーソー（アルヴァーロ：中央）とポンセル（レオノーラ：右）。

第3幕から少なくとも5年後。

#### 第1場
修道院の中庭。アルヴァーロも今やこの修道院に、ラファエッロ神父と名乗って暮らしている。グァルディアーノ神父とメリトーネ修道士が貧民に食べ物の施しを与えているところへカルロが登場、ラファエッロ神父に面会したいと告げる。ラファエッロ神父が現れると、カルロは「とうとう見つけた、決闘をしろ」と剣を手渡す。アルヴァーロは「今では神に仕える身ゆえ決闘はできない、君の許しを得たいと思っている」と断るが、カルロが彼を臆病者と罵り、彼の血を穢れているとさげずみ、更にはアルヴァーロの頬を平手打ちするに及び、遂にアルヴァーロも決闘を承諾、2人は決闘の場所を求めて山裾の方へ駆けていく。

#### 第2場
2人が決闘の場所として選んだのは、あろうことかレオノーラが身を隠す洞穴のすぐ近くだった。カルロは舞台裏で致命傷を負い、最後の祈りのために司祭を求めている（アルヴァーロは禁を犯して決闘した身ゆえ、カルロの臨終をみとることはできない）。アルヴァーロは洞穴の中に隠者がいるらしいことに気付き、死にゆく者を看取ってほしいと依頼する。初め拒絶していたレオノーラが遂に表に出ると、そこにはアルヴァーロ。彼は「自分は禁を犯し、あろうことか君の家族を再び殺めてしまった」と告げる。レオノーラは兄を探しに舞台裏へ走るが、そこで断末魔のカルロに刺されて致命傷を負ってしまう。グァルディアーノ神父がレオノーラを抱きかかえて舞台に登場、アルヴァーロは酷い運命を呪おうとするが、グァルディアーノはそれを静かに制止、レオノーラはアルヴァーロに「先に神の御許へ向かいます」と述べ息絶え、グァルディアーノは厳かに「彼女は神に召された」と宣言して、幕。

#### 原典版のエンディング
原典版では既述の如く、レオノーラの死を目の当たりにしたアルヴァーロは人類を呪って投身自殺し、修道士たちと村人たちが松明をかざして行列して幕となる。

## 有名なアリア・重唱等
- 「太鼓の響きに」Al suon del tamburo （第2幕第1場）：プレツィオジッラのアリア。
- 「とうとう着いた。神よ感謝します」Son giunta! Grazie, o Dio（第2幕第2場）：レオノーラのアリア
- 「天使の中の聖処女」La Vergine degli angeli（第2幕第2場）：レオノーラ、グァルディアーノと修道士たちの合唱。
- 「君は天使の腕に抱かれて」Oh, tu che in seno agli angeli（第3幕第1場）：アルヴァーロの長大なアリア。なお同アリアの前奏部におかれたクラリネットによる長く美しいソロ・パートは、マリインスキー劇場の第1クラリネット奏者、エルネスト・カヴァリーニがヴェルディの学生時代の友人であったことから付け加えられたとされている。
- 「最期の願い」Solenne in quest'ora（第3幕第1場）：アルヴァーロとカルロの二重唱
- 「死は恐ろしいもの―彼は助かった!」Morir! tremenda cosa - Egli è salvo!（第3幕第1場）：ドン・カルロのアリアとカバレッタ
- 「ラタプラン」Rataplan（第3幕第2場）：プレツィオジッラと合唱による軍歌
- 「神よ平和を与えたまえ」Pace, pace, mio Dio（第4幕第2場）：レオノーラのアリア

## 序曲
上述のように、このオペラの有名な「序曲」は1869年の改訂時に補作されたもので、それまでの原典版ではもっと短い「前奏曲」が用いられていた。前奏曲の標準的な演奏時間は3分程度、それに対して序曲は7分を超える。ヴェルディが改訂を行った1869年当時、すでにイタリア・オペラでは長大な序曲を演奏する習慣は廃れていたと言っても過言ではなく、実際ヴェルディにとってもこれが最後の序曲となった。現在ではこの序曲だけが単独で演奏される機会も多い。

### 金管によるテーマ
前奏曲においても序曲にあっても、その最初は金管での3つの主音である。これをベートーヴェンの交響曲第5番における「運命のフレーズ」のヴェルディ版になぞらえる分析もある。しかし、劇中でこの3主音は必ずレオノーラとともに現れ、決してドン・アルヴァーロには伴わない。その点でこのフレーズは「レオノーラのモティーフ」と考えるのが一般的である。
なお、改訂版の初演指揮者マリアーニがこの金管でのモティーフをフォルティッシモで演奏したことにヴェルディは不満であり、「このモティーフは修道士たちの敬虔な祈りを表しており、メッツァ・ヴォーチェで奏されるべきである」と述べている。実際、譜面上での指示記号は単にフォルテである。

## 配役

### レオノーラ
力のあるソプラノ・ドラマティコが要求される。全曲盤録音が残っているソプラノ中ではジンカ・ミラノフ、レナータ・テバルディ、モンセラート・カバリェ、レオンティン・プライスなどが評価が高い。

### アルヴァーロ
声質としては『オテロ』の題名役に匹敵するほどの陰影が要求され、一方でドラマティックなアリアも歌う難役。リリコ・スピントあるいはドラマティコのテノールにとっての代表的な役として名高い。かつてこの役で名高かったテノールはマリオ・デル＝モナコ、フランコ・コレッリ、カルロ・ベルゴンツィ、フラヴィアーノ・ラボーなどがいる。

### カルロ
第3、4幕でのアルヴァーロとのドラマティックな二重唱や、第3幕での古典的なカヴァティーナ＝カバレッタ形式の長大なアリアをこなさなければならない難役であり、輝かしい高音の要求される「ヴェルディ・バリトン」の代表的役どころである。この役を得意としたバリトンには、20世紀後半においてはレナード・ウォーレン、エットーレ・バスティアニーニ、ピエロ・カプッチルリがいてそれぞれ名録音を残している。なお、レナード・ウォーレンは1960年3月4日、ニューヨーク・メトロポリタン歌劇場で同役に出演中、カバレッタEgli è salvo!の直前に舞台上で急死している。

### グァルディアーノ神父
出番は少ないが、バッソ・プロフォンドの代表的な役どころである。特に改訂版においては、神の与えた運命を呪うアルヴァーロを静かに諭し、レオノーラが神の御許に召されたことを荘厳に告げ、そのプレゼンスにより重みを増している。原典版初演（1862年）と改訂版（1869年）の間にヴェルディはその敬愛していた作家アレッサンドロ・マンゾーニと初めての面会を果たしている（1868年）が、改訂版でのグアルディアーノ神父に、マンゾーニの代表作『いいなずけ』中の慈父的なクリストーフォロ神父の像を重ね合わせる分析もしばしば行われる。

### プレツィオジッラ
ジプシー女のプレツィオジッラは、リバス公の原作では第1幕で噂話をしているだけの端役に過ぎないが、ヴェルディは彼女に第2、3幕で華やかな「戦争賛歌」的な歌を唄わせて、ともすれば暗くなる一方のオペラの筋書に明るさを導入している。ヴェルディ自身「大変に重要な役である」とサンクトペテルブルクでの初演前に劇場に対してわざわざ注意を喚起している。容易に入手可能な全曲盤中ではジュリエッタ・シミオナートの歌っているものが適役との評が高い。もっとも同役はメインの筋の流れとは関係ないため、舞台上演でのカットの犠牲になりやすいのもまたこのプレツィオジッラである。

### メリトーネ
謹厳な修道院長グァルディアーノ神父と好一対をなすコミカルな役柄である。彼もプレツィオジッラ同様、原作ではデッリ・アンジェリ修道院にしか登場しないのを、オペラ第3幕ではスペインからはるばるイタリア戦線まで赴かせ、また第4幕で修道院に戻していて少々やり過ぎの感もあるが、ヴェルディがサンクトペテルブルクでの初演時にわざわざ指名したのが『二人のフォスカーリ』（I due Foscari ）の総督、『海賊』（Il corsaro ）のセイド、『ルイーザ・ミラー』のミラーを創唱し、主役級もこなせた名バリトン、アキッレ・デ・バッシーニ（Achille De Bassini）であったことからも、作曲者がこのコミック・リリーフ的な役を重視していたことがわかる。楽譜上で指示されている声域は「バリートノ・ブリッランテ」（明るい、才気煥発なバリトン）であるが、今日ではバッソ・ブッフォが演じることも多い。

## 日本での初演
1960年12月26日、「東京オペラ・アカデミー第2回公演」として、東京・神田の共立講堂で行われた（日本語訳詞上演）。高田信一（アルヴァーロ）、城須美子（レオノーラ）、田島好一（ドン・カルロ）他の配役で、指揮はアルベルト・レオーネ、管弦楽は東京フィルハーモニー交響楽団、演出は栗山昌良であった。